# Gianni De Biasi
Gianni De Biasi, egentligen Giovanni De Biasi (albanska: Xhani De Biazi), född 16 juni 1956 i Sarmede i Italien, är en italiensk-albansk fotbollstränare och före detta fotbollsspelare. Han var Albaniens förbundskapten för herrrar från 2011 till 2017. Sedan mars 2015 innehar han dubbelt medborgarskap: italienskt och albanskt. Han har lett Albanien till sin hittills högsta världsranking någonsin då man i augusti 2015 rankades som 22:a i världen. I oktober 2015, efter en bortaseger mot Armenien med 3–0, stod det klart att De Biasi kvalificerat Albanien för sitt hittills första stora mästerskap, Europamästerskapet i fotboll 2016.

## Spelarkarriär
De Biasi spelade som aktiv fotbollsspelare som mittfältare. Han inledde sin karriär i storklubben Inter Milan där han var en del av A-laget, men fick begränsat med speltid och istället lånades ut till både Reggiana (dåvarande Serie C) och Pescara som precis hade flyttats upp till Serie A. 1977 såldes han till Brescia där han spelade fem säsonger varav en i Serie A.År 1983 flyttade han till Palermo men lämnade klubben efter tre år. Under slutet av sin karriär spelade han i lägre divisioner och han avslutade sin spelarkarriär 1990 efter en Serie D-säsong med Bassano. 

## Tränarkarriär
Direkt efter att han avslutat sin spelarkarriär tog han över som ungdomstränare i Bassano, och därefter i Vicenza. Han tränade sin första klubb, Vastese, 1992 i Serie C2. Han har därefter tränat klubbar i flera italienska divisioner, bland annat dåvarande Serie A-laget Brescia. Han har även varit tränare för La Liga-klubben Levante. 

### Albaniens herrlandslag i fotboll
Den 14 december 2011 presenterades De Biasi som efterträdare åt Josip Kuže som tränare för Albaniens herrlandslag i fotboll. De Biasi visade sig direkt vara duktig på att få tidigare omotiverade landslagsspelare att åter vilja spela för sitt landslag med spelare som Mërgim Mavraj och Edgar Çani, som tidigare inte velat spela för landslaget. Han fick även Migjen Basha att välja spel i Albaniens landslag då han inte tagits ut i Schweiz landslag. I maj 2012 spelade De Biasi flera unga spelare i vänskapsmatcherna mot Iran och Qatar. Bland annat Etrit Berisha fick debutera för Albanien. I kvalet till VM 2014 gjorde Albanien under De Biasi flera bra resultat. Man slog bland annat Norge på bortaplan för första gången med en seger med 1–0. Albanien slutade dock näst sist i sin grupp på 11 poäng efter att ha vunnit tre matcher, spelat två oavgjorda och förlorat fem. 
I kvalet till EM 2016 inledde De Biasi serien med en 1–0-seger på bortaplan mot Portugal efter mål av Bekim Balaj. Segern sågs som chockartad och ledde till att Portugals tränare Paulo Bento avgick efter matchen.
29 mars 2015 låg Albanien under mot Armenien efter bara fyra minuter men lyckades efter lyckade byten komma tillbaka och vinna matchen med 2–1 efter mål av Shkëlzen Gashi och Mërgim Mavraj. Även resultatet i denna match ledde till tränaren i Albaniens motståndarlags avgång då Armeniens schweiziske tränare Bernard Challandes avgick efter matchen.
I juni 2015 slog Albanien för första gången Frankrike hemma på Elbasan Arena i Elbasan. Man vann matchen efter att mittfältaren Ergys Kaçe gjort mål på frispark i 43:e minuten i matchen som slutade 1–0.
Den senaste tidens starka resultat för Albanien ledde till att man gång på gång nådde rekordhöga nivåer på Fifa-rankningen. Som bäst rankades Albanien 22:a i världen i augusti 2015. 
Under höstens kvalmatcher blev det två förluster på hemmaplan, mot Portugal med 0–1 och mot Serbien med 0–2. Inför den sista matchen mot Armenien på bortaplan var man tvungna att vinna för att gå vidare till EM direkt. Efter att ha gjort 3–0 stod det klart att De Biasi lett Albanien till sitt första EM.

#### Prestationer
| Lag      | Från             | Till      | Resultat | Resultat | Resultat | Resultat | Resultat |
| Lag      | Från             | Till      | S        | V        | O        | F        | Vinst %  |
| -------- | ---------------- | --------- | -------- | -------- | -------- | -------- | -------- |
| Albanien | 14 december 2011 | Nuvarande | 38       | 15       | 10       | 13       | 39,47    |

## Privatliv
Den 28 mars 2015 fick De Biasi albanskt medborgarskap. Han innehar därmed dubbelt medborgarskap då han behållit sitt italienska medborgarskap. Han talar i huvudsak italienska vid intervjuer men även en del albanska. De Biasi är gift med en albansk kvinna.